# МетНет
МетНет е мисия до Марс започната и разработвана от Финландския метеорологичен институт. Мсията предвижда изпращането на няколко десетки спускаеми сонди МетНет на повърхността на Марс. Целта е остановяването на широкообхватна мрежа за наблюдение за да се изследва атмосферата на Марс.

## Състояние на мисията
Подготвя се суборбитален тестови полет на ракета СС-19 за 2008 г. Ще последва предварителна мисия с 1 – 2 сонди през 2009/2011. Броят на изстреляните сонди ще се увеличи до 2019 г.

## Предварителна мисия
Предварителната мисия включва изпращането на 1 – 2 сонди до Марс. Вече са проучени две първоначални концепции.:
1. Изстрелване заедно с руската мисия Фобос-грунт.
2. Самостоятелно изстрелване с ракета-носител Вълна.

## Разработка
МетНет е „наследник“ на спускаемите сонди НетЛендър. Също така е и продължение на руската мисия Марс 96. Разработката на сондите започва през 2001 г. Разработването се извършва от Финландския метеорологичен институт, космчиески център Бабакин и Руския институт за космически изследвания.